# Ksar Taddamoute
Ksar Taddamoute (en arabe : قصر تاداموت) est un village fortifié dans la province de Midelt, région de Draa-Tafilalet au Maroc .